# Jim Redman
James Albert Redman (8 de noviembre de 1931, Londres, Inglaterra) es un expiloto de motociclismo inglés, nacionalizado zimbabuense. Ha sido cuádruple campeón del mundo de 350 cc en 1962, 1963, 1964 y 1965 con Honda. Además de bicampeón del mundo de 250 cc en 1962 y 1963 también con Honda.

## Biografía

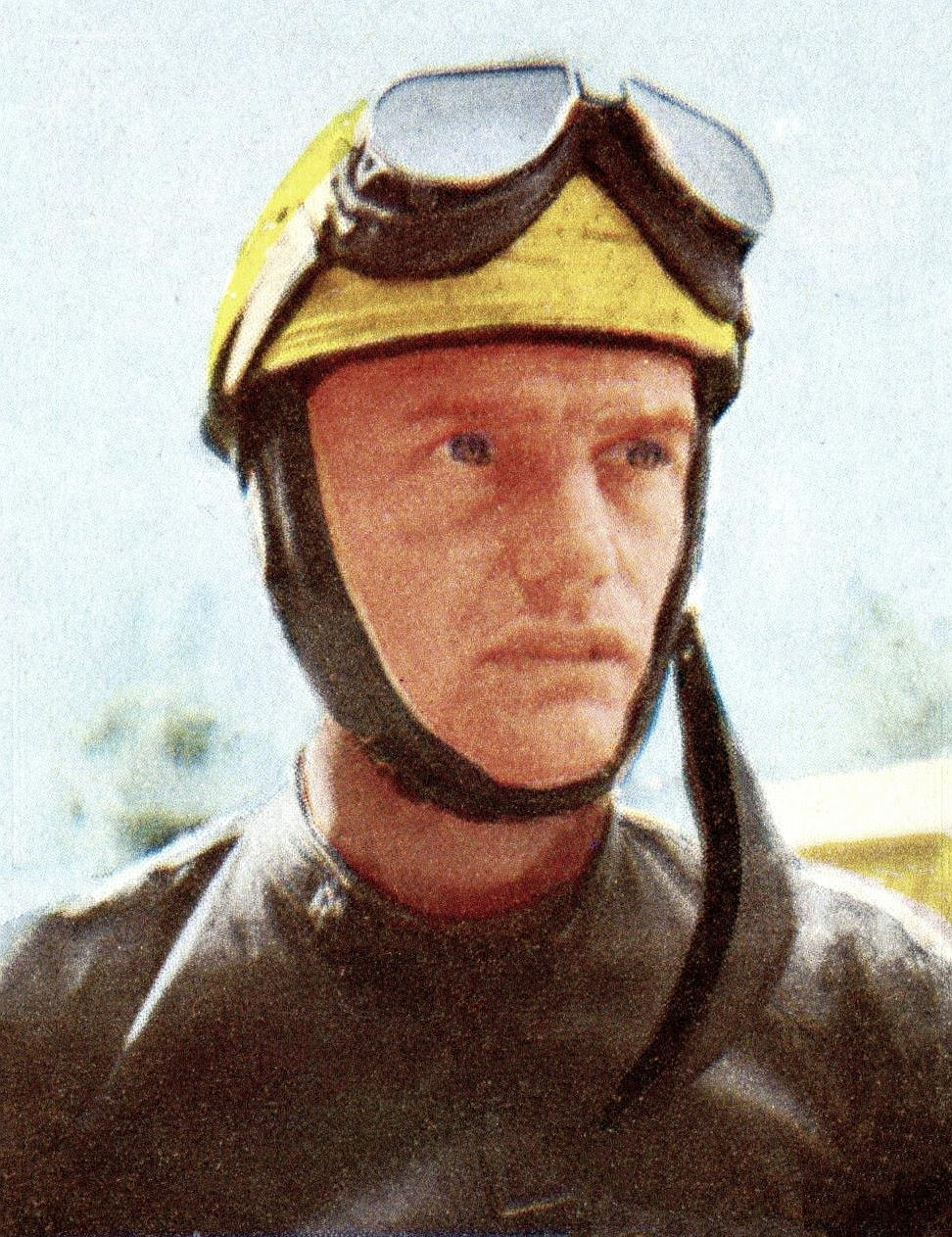
Redman c. 1966

Nació en Londres, Inglaterra, emigró a Rhodesia (actual Zimbabue) en 1952, donde comenzó su carrera deportiva. Se reunió con John Love que fue cambiando de carreras de motos a los monoplazas. Redman con entusiasmo ayudó a Love a preparar y mantener su Cooper F3 con un motor de Manx Norton de 500 cc. En reconocimiento por la ayuda de Redman, Love permitió Redman usar su Triumph Grand Prix, incluyendo el uso de su equipación para sus primeras experiencias en carreras.
Redman llegaría a conseguir cuatro Campeonatos Mundiales consecutivos de 350 cc de 1962 a 1965. En 1962 y 1963 reclamó los bicampeonatos de 250 cc y 350 cc. En 27 de junio de 1964, se convirtió en el primer piloto de la historia en ganar 3 victorias en Gran Premio en un solo día (anteriormente, Mike Hailwood había logrado tres victorias en el TT de la Isla de Man de 1961 y en Sachsenring 1963, pero no fueron las tres el mismo día.). Tras lesionarse en el Gran Premio de Bélgica de 1966, Redman tomó la decisión de retirarse.
Redman también fue seis veces ganador del TT de la Isla de Man, obteniendo victorias dobles en 1963, 1964 y 1965 en las carreras Lightweight & Junior TT. Logró un total de 45 victorias mundialistas. Redman tuvo el honor de convertirse en Miembro de la Orden del Imperio Británico (MBE) por sus logros.

## Resultados en el Campeonato del Mundo
Sistema de puntuación desde 1950 hasta 1968:
| Posición | 1.º | 2.º | 3.º | 4.º | 5.º | 6.º |
| Puntos   | 8   | 6   | 4   | 3   | 2   | 1   |

### Carreras por año
(Carreras en negrita indica pole position, carreras en cursiva indica vuelta rápida)
| Año  | Cat.   | Moto   | 1       | 2       | 3       | 4      | 5       | 6      | 7       | 8       | 9       | 10      | 11    | 12      | 13      | Pts. | Pos. |
| ---- | ------ | ------ | ------- | ------- | ------- | ------ | ------- | ------ | ------- | ------- | ------- | ------- | ----- | ------- | ------- | ---- | ---- |
| 1958 | 350 cc | Norton | IOM 24  | NED -   | BEL 16  | GER -  | SWE -   | ULS -  | NAT -   |         |         |         |       |         |         | 0    | -    |
| 1958 | 500 cc | Norton | IOM 19  | NED Ret | BEL -   | GER -  | SWE 9   | ULS -  | NAT -   |         |         |         |       |         |         | 13   | 3.º  |
| 1959 | 350 cc | Norton | FRA -   | IOM 36  | GER 6   | NED -  | BEL -   | SWE 6  | ULS -   | NAT Ret |         |         |       |         |         | 2    | 15.º |
| 1959 | 500 cc | Norton | FRA -   | IOM Ret | GER -   | NED 5  | BEL -   |        | ULS Ret | NAT Ret |         |         |       |         |         | 2    | 15.º |
| 1960 | 125 cc | Honda  |         | IOM 13  | NED 4   | BEL 9  |         | ULS -  | NAT 4   |         |         |         |       |         |         | 6    | 7.º  |
| 1960 | 250 cc | Honda  |         | IOM 19  | NED 8   | BEL -  | GER Ret | ULS 3  | NAT 2   |         |         |         |       |         |         | 10   | 4.º  |
| 1960 | 500 cc | Norton | FRA -   | IOM 15  | NED -   | BEL 5  | GER Ret | ULS 5  | NAT 6   |         |         |         |       |         |         | 5    | 9.º  |
| 1961 | 125 cc | Honda  | ESP 3   | GER 7   | FRA 3   | IOM 4  | NED 2   | BEL 3  | RDA 6   | ULS 4   | NAT 5   | SWE 3   | ARG 2 |         |         | 28   | 4.º  |
| 1961 | 250 cc | Honda  | ESP 4   | GER 2   | FRA 6   | IOM 3  | NED 3   | BEL 1  | RDA 2   | ULS 3   | NAT 1   | SWE 4   | ARG 3 |         |         | 36   | 3.º  |
| 1962 | 125 cc | Honda  | ESP 2   | FRA 2   | IOM 5   | NED 2  | BEL 2   | GER 10 | ULS 3   | RDA 2   | NAT 4   | FIN 1   | ARG - |         |         | 38   | 2.º  |
| 1962 | 250 cc | Honda  | ESP 1   | FRA 1   | IOM 2   | NED 1  | BEL 2   | GER 1  | ULS 2   | RDA 1   | NAT 1   |         | ARG - |         |         | 48   | 1.º  |
| 1962 | 350 cc | Honda  |         |         | IOM -   | NED 1  |         |        | ULS 1   | RDA 1   | NAT 1   | FIN 2   |       |         |         | 32   | 1.º  |
| 1963 | 125 cc | Honda  | ESP 2   | GER NC  | FRA 2   | IOM 6  | NED NC  | BEL 2  | ULS 7   | RDA 5   | FIN -   | NAT 2   | ARG 1 | JPN 2   |         | 33   | 3.º  |
| 1963 | 250 cc | Honda  | ESP 2   | GER 3   |         | IOM 1  | NED 1   | BEL -  | ULS 1   | RDA 3   |         | NAT 2   | ARG 2 | JPN 1   |         | 44   | 1.º  |
| 1963 | 350 cc | Honda  |         | GER 1   | IOM 1   |        | NED 1   |        | ULS 1   | RDA 3   | FIN 2   | NAT 1   |       | JPN 1†  |         | 32   | 1.º  |
| 1964 | 125 cc | Honda  | USA -   | ESP 2   | FRA NC  | IOM 2  | NED 1   |        | GER 1   | RDA 3   | ULS Ret | FIN 3   | NAT 6 | JPN Ret |         | 36   | 2.º  |
| 1964 | 250 cc | Honda  | USA -   | ESP 2   | FRA Ret | IOM 1  | NED 1   | BEL 2  | GER 2   | RDA 2   | ULS 2   |         | NAT 3 | JPN 1   |         | 42   | 2.º  |
| 1964 | 350 cc | Honda  |         |         |         | IOM 1  | NED 1   |        | GER 1   | RDA 1   | ULS 1   | FIN 1   | NAT 1 | JPN 1   |         | 40   | 1.º  |
| 1965 | 125 cc | Honda  | USA -   | GER -   | ESP -   | FRA -  | IOM -   | NED -  |         | RDA -   | CZE -   | ULS -   | FIN - | NAT -   | JPN DNS | 0    | –    |
| 1965 | 250 cc | Honda  | USA -   | GER -   | ESP -   | FRA NC | IOM 1   | NED 2  | BEL 1   | RDA 1   | CZE 3   | ULS DNS | FIN - | NAT -   | JPN DNS | 34   | 3.º  |
| 1965 | 350 cc | Honda  |         | GER NC  |         |        | IOM 1   | NED 1  |         | RDA 1   | CZE 1   | ULS NC  | FIN - | NAT -   | JPN 2   | 38   | 1.º  |
| 1966 | 250 cc | Honda  | ESP Ret | GER 2   | FRA 2   | NED 3  | BEL 3   | RDA -  | CZE -   | FIN -   | ULS -   | IOM -   | NAT - | JPN -   |         | 20   | 3.º  |
| 1966 | 350 cc | Honda  |         | GER -   | FRA 3   | NED -  |         | RDA -  | CZE -   | FIN -   | ULS -   | IOM -   | NAT - | JPN -   |         | 4    | 15.º |
| 1966 | 500 cc | Honda  |         | GER 1   |         | NED 1  | BEL Ret | RDA -  | CZE -   | FIN -   | ULS -   | IOM -   | NAT - |         |         | 16   | 5.º  |

† en 1963 el Gran Premio de Japón fue una prueba no válida para el campeonato.

## Otras actividades
En 1966, Jim Redman publicó un libro sobre su carrera deportiva, Wheels of Fortune (Ruedas de la fortuna). En 2013, publicó su segundo libro, Jim Redman: Six Times World Motorcycle Champion – The Autobiography (Jim Redman: seis veces Campeón del Mundo de Motociclismo - La autobiografía).